# Emertonella
Emertonella is een geslacht van spinnen uit de  familie van de Theridiidae (kogelspinnen).

## Soorten
- Emertonella emertoni (Bryant, 1933)
- Emertonella taczanowskii (Keyserling, 1886)